# NGC 2237
NGC 2237 je emisijska maglica  u zviježđu Jednorogu. Dijelom je maglice Rozete.

## Vanjske poveznice
- SEDS: NGC 2237